# Txell Feixas i Torras
Meritxell Feixas i Torras, més coneguda com a Txell Feixas (Mediona, 19 d'octubre de 1979), és una periodista catalana. Treballa a la secció Internacional de TV3 i Catalunya Ràdio.
Llicenciada en periodisme per la Universitat Autònoma de Barcelona, va ser corresponsal de la Corporació Catalana de Mitjans Audiovisuals (CCMA) a Beirut fins al 31 de juliol del 2.021. Va ser redactora especialitzada en economia a la delegació de la CCMA a Madrid. El 2007 va cobrir, des de Washington DC i Nova York, el rescat financer dels Estats Units i el 2015 va ser a Grècia per explicar la situació econòmica. Va viatjar a Mauritània pel segrest dels voluntaris de Barcelona Acció Solidària, reivindicat per Al-Qaeda; a Ceuta i al Marroc, per cobrir salts massius d'immigrants a la tanca, i al Líban, en visites del govern espanyol a les tropes desplegades. També ha seguit diferents G-20 i cimeres internacionals destacades a Brussel·les. Anteriorment va treballar a Catalunya Ràdio, Catalunya Informació i Catalunya Cultura. Ha estat corresponsal de comarques per l'Agència EFE i col·laboradora d'El Periódico de Catalunya. Va començar la seva trajectòria a Ràdio Vilafranca i Vilafranca Televisió.
El març del 2020 va sortir a la llum el seu primer llibre, Dones valentes.
L'any 2017 va rebre el Premi de la Comunicació de la Federació d'Associacions d'Editors de Premsa, Revistes i Mitjans Digitals i el 2020 el Premi Bones Pràctiques en Comunicació no Sexista que atorga l'Associació de Dones Periodistes de Catalunya per un periodisme rigorós i per a visibilitzar les dones en zones de conflicte.
El gener de 2024 Txell Feixas Torras ha estat guardonada per la Generalitat de Catalunya amb el Premi Nacional de Periodisme i Mitjans de Comunicació per ser "un exemple de periodisme rigorós, valent i compromès"

## Obra
- Dones valentes.  Ara Llibres, 2 març 2020, p. 176. ISBN 9788417804329 [Consulta: 13 març 2020].[1][8]
- Aliades. Les nenes de Xatila desafien les regles del joc.  Ara Llibres, 21 d'abril de 2023, p. 208. ISBN 9788418928840 [Consulta: 13 març 2020].[9][10]